# Somain
Somain is een gemeente in het Franse Noorderdepartement (Frans: département du Nord). De gemeente telde 11.902 inwoners op 1 januari 2022.

## Geschiedenis
In 1947 werd de gemeente Villers-Campeau, die ten westen lag, aangehecht bij Somain.

## Geografie
De oppervlakte van Somain bedroeg op 1 januari 2022 12,32 vierkante kilometer; de bevolkingsdichtheid was toen 966,1 inwoners per km².

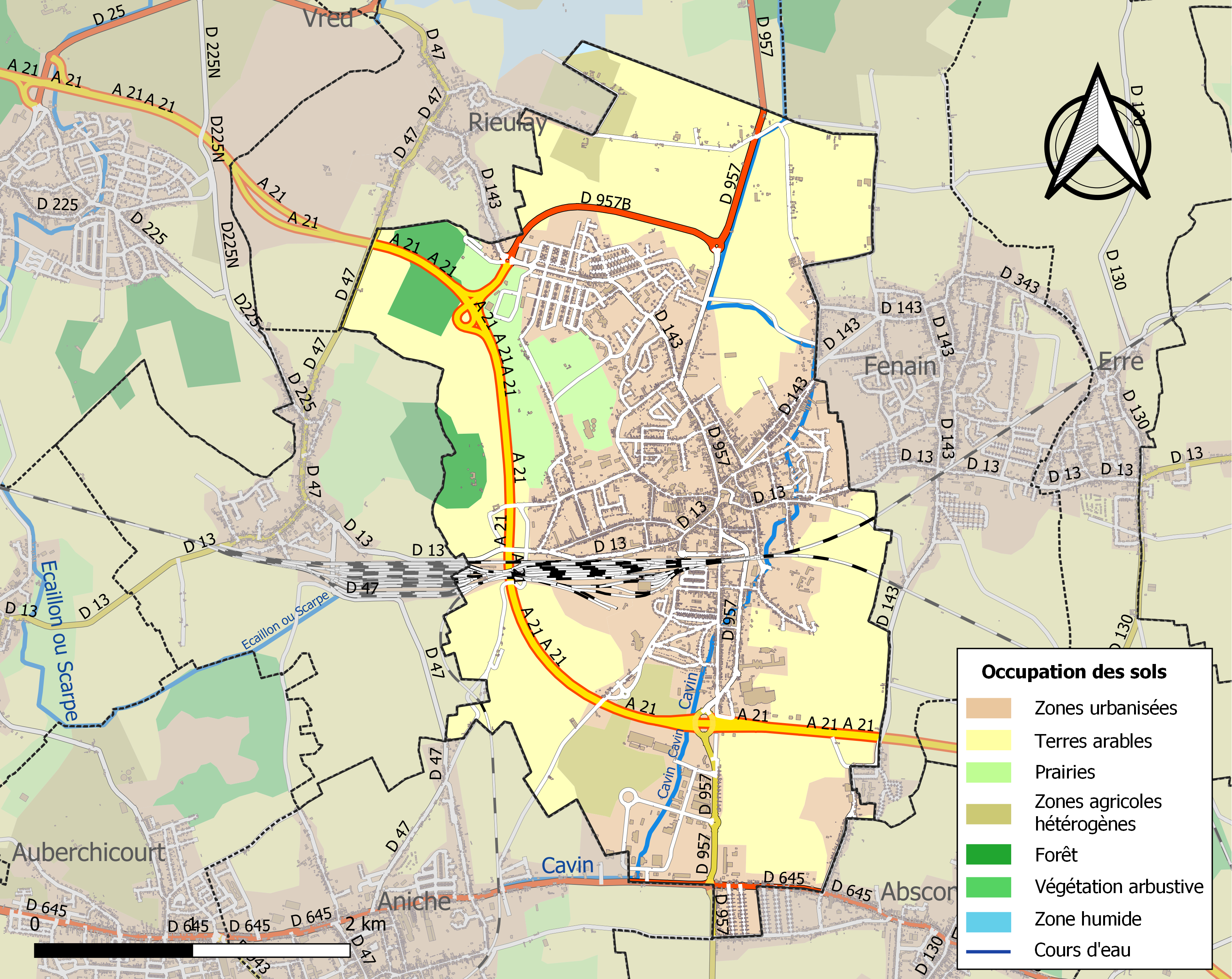
Kaart van de gemeente met belangrijkste infrastructuur, bodemgebruik en omliggende gemeenten

## Verkeer en vervoer
In de gemeente ligt het spoorwegstation Somain.

## Demografie
Onderstaande figuur toont het verloop van het inwonertal (bron: INSEE-tellingen).